# Archanes e altri racconti
Archanes e altri racconti è una raccolta di racconti del 2010 di Valerio Massimo Manfredi. Raccoglie cinque racconti inediti dello scrittore emiliano.

## Racconti contenuti

### Archanes
Un archeologo italiano si reca ad Archanes, un villaggio invisibile "nascosto" (come dice il nome), tra le alture dell'isola di Creta, alla ricerca dell'ingresso di una grotta e di parte di un misterioso tesoro che aveva avuto per le mani prima del trafugamento dall'Iraki Museum. Al suo arrivo strani figuri lo pedinano e lo interrogano sui suoi ultimi incontri con Hassani, un archeologo appassionato di botanica che tutti credono morto.

### Limes
Eutichio Crescenzio Severo, antico discendente dei fondatori della città di Augusta Taurinorum, si reca a Roma per visitare la città ed il Concilio ma al suo rientro riceve la notizia che un barbaro longobardo, Cuniperto, si è impossessato di parte della sua proprietà, issando una siepe di demarcazione e costruendo una chiusa per lo scolo delle acque. Eutichio è troppo severo per giungere a compromessi ed è deciso a prendere in pugno la situazione; ma è Serena, la figlia minore di Eutichio, a trovare la strada giusta senza ricorrere alle armi.

### Gli Dei dell'Impero
Un gruppo marmoreo viene trafugato da un manipolo di trafficanti di opere d'arte, ma nell'azione di scavo lasciano sul terreno un frammento dell'opera che una expertise rivela essere il gruppo delle divinità capitoline. Per quel pezzo d'arte gli statunitensi sono disposti a pagare oro e il colonnello Reggiani è sulle loro tracce.

### Midget War
Il tenente Burton investiga sul sabotaggio dell'auto nuova di zecca di Luke Patterson, direttore generale della Mattingly Inc., che sta per presentare al Pentagono un nuovo ritrovato della tecnologia: un orecchio elettronico. Dopo quel fatto, altri ne seguono: il parco macchine dell'azienda viene incendiato, un carico di materiale elettronico fatto saltare in aria e il panfilo Quasar costretto ad un rientro di fortuna per avaria. I sospetti si concentrano su due dipendenti della ditta e su Harry Simmons.

### Millennium Arena
Siamo nel 2015: un gruppo di valorosi uomini, guerrieri, soldati, mercenari e capitani di ventura vengono prelevati a forza, sotto minaccia, dalle loro normali occupazioni e città per essere arruolati, di lì a breve, per una segretissima missione. L'obiettivo dell'addestramento è sconosciuto, fino al momento in cui i "gladiatori" non saranno formati e pronti ad un nefasto gioco.

## Edizioni
- Valerio Massimo Manfredi, Archanes e altri racconti, Milano, Mondadori Editore, 2010, 200 p. ISBN 978-8804600657